# Список видов семейства Phyxelididae
Список всех описанных видов пауков семейства Phyxelididae на 15 марта 2012 года. 

## Ambohima
Ambohima Griswold, 1990
- Ambohima andrefana Griswold, Wood & Carmichael, 2012 — Мадагаскар
- Ambohima antisinanana Griswold, Wood & Carmichael, 2012 — Мадагаскар
- Ambohima avaratra Griswold, Wood & Carmichael, 2012 — Мадагаскар
- Ambohima maizina Griswold, Wood & Carmichael, 2012 — Мадагаскар
- Ambohima pauliani Griswold, 1990 — Мадагаскар
- Ambohima ranohira Griswold, Wood & Carmichael, 2012 — Мадагаскар
- Ambohima sublima Griswold, 1990 — Мадагаскар
- Ambohima vato Griswold, Wood & Carmichael, 2012 — Мадагаскар
- Ambohima zandry Griswold, Wood & Carmichael, 2012 — Мадагаскар
- Ambohima zoky Griswold, Wood & Carmichael, 2012 — Мадагаскар

## Kulalania
Kulalania Griswold, 1990
- Kulalania antiqua Griswold, 1990 — Кения

## Lamaika
Lamaika Griswold, 1990
- Lamaika distincta Griswold, 1990 — Южная Африка

## Malaika
Malaika Lehtinen, 1967
- Malaika delicatula Griswold, 1990 — Южная Африка
- Malaika longipes (Purcell, 1904) — Южная Африка

## Manampoka
Manampoka Griswold, Wood & Carmichael, 2012
- Manampoka atsimo Griswold, Wood & Carmichael, 2012 — Мадагаскар

## Matundua
Matundua Lehtinen, 1967
- Matundua silvatica (Purcell, 1904) — Южная Африка

## Namaquarachne
Namaquarachne Griswold, 1990
- Namaquarachne angulata Griswold, 1990 — Южная Африка
- Namaquarachne hottentotta (Pocock, 1900) — Южная Африка
- Namaquarachne khoikhoiana Griswold, 1990 — Южная Африка
- Namaquarachne thaumatula Griswold, 1990 — Южная Африка
- Namaquarachne tropata Griswold, 1990 — Южная Африка

## Phyxelida
Phyxelida Simon, 1894
- Phyxelida abyssinica Griswold, 1990 — Эфиопия
- Phyxelida anatolica Griswold, 1990 — Кипр, Турция
- Phyxelida apwania Griswold, 1990 — Кения, Танзания
- Phyxelida bifoveata (Strand, 1913) — Восточная Африка
- Phyxelida carcharata Griswold, 1990 — Кения
- Phyxelida crassibursa Griswold, 1990 — Кения
- Phyxelida eurygyna Griswold, 1990 — Малави
- Phyxelida irwini Griswold, 1990 — Кения
- Phyxelida jabalina Griswold, 1990 — Танзания
- Phyxelida kipia Griswold, 1990 — Танзания
- Phyxelida makapanensis Simon, 1894 — Южная Африка
- Phyxelida mirabilis (L. Koch, 1875) — Эфиопия
- Phyxelida nebulosa (Tullgren, 1910) — Танзания
- Phyxelida pingoana Griswold, 1990 — Кения
- Phyxelida sindanoa Griswold, 1990 — Кения
- Phyxelida tanganensis (Simon & Fage, 1922) — Танзания
- Phyxelida umlima Griswold, 1990 — Танзания

## Pongolania
Pongolania Griswold, 1990
- Pongolania chrysionaria Griswold, 1990 — Южная Африка
- Pongolania pongola Griswold, 1990 — Южная Африка

## Rahavavy
Rahavavy Griswold, Wood & Carmichael, 2012
- Rahavavy fanivelona (Griswold, 1990) — Мадагаскар
- Rahavavy ida Griswold, Wood & Carmichael, 2012 — Мадагаскар
- Rahavavy malagasyana (Griswold, 1990) — Мадагаскар

## Themacrys
Themacrys Simon, 1906
- Themacrys cavernicola (Lawrence, 1939) — Южная Африка
- Themacrys irrorata Simon, 1906 — Южная Африка
- Themacrys monticola (Lawrence, 1939) — Южная Африка
- Themacrys silvicola (Lawrence, 1938) — Южная Африка
- Themacrys ukhahlamba Griswold, 1990 — Южная Африка

## Vidole
Vidole Lehtinen, 1967
- Vidole capensis (Pocock, 1900) — Южная Африка
- Vidole helicigyna Griswold, 1990 — Южная Африка
- Vidole lyra Griswold, 1990 — Южная Африка
- Vidole schreineri (Purcell, 1904) — Южная Африка
- Vidole sothoana Griswold, 1990 — Лесото, Южная Африка

## Vytfutia
Vytfutia Deeleman-Reinhold, 1986
- Vytfutia bedel Deeleman-Reinhold, 1986 — Суматра
- Vytfutia pallens Deeleman-Reinhold, 1989 — Борнео

## Xevioso
Xevioso Lehtinen, 1967
- Xevioso amica Griswold, 1990 — Южная Африка
- Xevioso aululata Griswold, 1990 — Южная Африка
- Xevioso colobata Griswold, 1990 — Южная Африка
- Xevioso jocquei Griswold, 1990 — Малави
- Xevioso kulufa Griswold, 1990 — Южная Африка
- Xevioso lichmadina Griswold, 1990 — Южная Африка
- Xevioso orthomeles Griswold, 1990 — Зимбабве, Свазиленд, Южная Африка
- Xevioso tuberculata (Lawrence, 1939) — Южная Африка
- Xevioso zuluana (Lawrence, 1939) — Южная Африка